# Zenna Henderson
Zenna Chlarson Henderson (Tucson, 1 de novembro de 1917 – 11 de maio de 1983) foi uma professora de escola primária estadunidense e autora de ficção científica e fantasia.

## Vida
Henderson nasceu em 1917, em Tucson, Arizona, filha de Louis Rudolph Chlarson e Emily Vernell Rowley. Ela recebeu um diploma de bacharel de artes em educação pela Universidade do Estado do Arizona, em 1940. Ela ensinou em Tucson, principalmente no primeiro grau. Ela também ensinou em uma "cidade mineiradora semi-fantasma", no Forte Huachuca; na França; em Connecticut e num campo de concentração japonês em Sacaton, Arizona, durante a II Guerra Mundial. Casou-se com Richard Harry Henderson em 1943, mas eles se divorciaram sete anos depois.
Henderson foi uma das primeiras autoras de Ficção científica, e nunca usou um pseudônimo masculino. Sua obra já foi chamada de feminista, mas talvez seja mais exata chamá-la de pré-feminista. Henderson foi uma das poucas escritoras durante as décadas de 1950 e 1960 a escrever ficção científica sob uma perspectiva feminina. Ela começou a ler ficção científica aos 12 anos em revistas como Astounding Stories, Amazing Stories e fantasia na Weird Tales.
Henderson nasceu e foi batizada na Igreja de Jesus Cristo dos Santos dos Últimos dias. Embora nunca tenha renunciado a sua filiação, após seu casamento, ela já não era mais uma mórmon assídua. No livro de referência Contemporary Authors, ela listou sua religião como Metodista, e de acordo com  o livro Science Fiction and Fantasy Literature, Volume 2, ela era membro da Igreja Metodista Catalina United em Tucson. Em seus últimos anos, ela participou de uma comunhão carismática independente. Em uma entrevista, ela disse muitas vezes incluir temas religiosos, porque seus leitores, particularmente os jovens, gostavam deles. Ela sentiu que era bom oferecer uma palavra ao "Nosso Patrocinador" em suas histórias.

## Morte
Zenna Henderson morreu de câncer em 1983 em Tucson, Arizona. Ela foi sepultada no Cemitério de St. David em St. David, Arizona.

## Obra
A maioria de suas histórias enfatiza o tema de ser diferente e os perigos ali contidos, exemplificado pela frase "O diferente está morto". Suas personagens são, muitas vezes, crianças ou jovens. A maioria é parte de sua série sobre a história do Povo (The People, no original): seres humanóides de um planeta distante, forçados a emigrar para (entre outros lugares) a Terra quando seu mundo de origem é destruído por um desastre natural. Espalhados, na maior parte, ao longo do Sudoeste Americano durante sua aterrissagem antes de 1900, eles se diferenciam pelo seu desejo de preservar sua cultura natal, incluindo suas crenças religiosas e espirituais. Suas estranhas habilidades (chamadas de "dons") incluem telepatia, telecinese, profecia e cura, as quais eles chamam de "sinais e persuasões". As histórias descrevem grupos do Povo, bem como indivíduos isolados e solitários, na maioria das vezes enquanto tentam encontrar comunidades e permanecer distintos em um mundo que não os entende. Este aspecto da individualidade foi tema comum na maioria dos escritos de Henderson. O crítico Basil Davenport, escrevendo para o New York Times, descreveu as histórias como "assombrosas". Brian W. Aldiss e David Wingrove observaram que "Como um sentimental retrato do alienígena, a [série] consegue ser mais Simak do que o próprio Simak."
Embora nunca seja explicitamente dito nas histórias, é mencionado que muito cedo na história do Povo, eles tiveram uma ampla fase colonial, e a viagem espacial teve de ser lembrada quando a destruição do lar foi profetizada, então a humanidade terráquea pode muito bem ser seus primos distantes. Isso explicaria a semelhança entre as duas espécies.
Começando com o conto "Ararat" (1952), as histórias de Henderson sobre o Povo apareceram em revistas e antologias, e, depois, foram reunidas nos romances Pilgrimage: The Book of the People (1961) e The People: No Different Flesh (1966). Outros volumes incluem The People Collection (1991) e Ingathering: The Complete People Stories (1995).
Ao contrário das histórias do Povo, um estilo zangado pode ser visto emalgumas histórias reunidas nos volumes The Anything Box e Holding Wonder, que, em particular, usa professores do ensino fundamental como narradores. Ela menciona doenças mentais em diversos contos, incluindo transtorno obsessivo-compulsivo em "Swept and Garnished", e agorafobia em "Incident After". Em "One of Them", os poderes telepáticos latentes de uma mulher fazem com que ela perca sua identidade à medida que, inconscientemente, ela sonda as mentes de seus colegas de trabalho. Em "The Believing Child", uma jovem filha de um trabalhador imigrante acredita tão fortemente numa palavra mágica imaginária que seus poderes se tornam reais; em seguida, ela usa seus novos poderes para vingar-se de seu colegas de classe abusivos. E em "You Know What, Teacher?", uma jovem se abre com seu professor sobre a promiscuidade de seu pai, e sobre o plano de vingança de sua mãe.
No conto "The Closest School", um xenofóbico presidente de um conselho escolar tenta se colocar no lugar do outro para aceitar uma gentil criança que, por acaso, também é um alienígena roxo e peludo com 14 olhos.

## Adaptações em outras mídias
Em 1971, a história "Pottage" foi adaptada para um filme para TV da ABC chamado The People, com William Shatner, Kim Darby e Diane Varsi. O filme trata da história de um grupo de extraterrestres humanóides que vivem isolados numa comunidade rural na Terra. Este filme foi a estréia diretorial de John Korty e foi produzido pelo seu parceiro eventual, Francis Ford Coppola. O filme foi lançado em formato VHS pela Prism Entertainment e em formato DVD pela American Zoetrope.
A história "Hush" foi adaptada como um episódio da série de TV Tales from the Darkside de George A. Romero. O primeiro episódio foi ao ar em 1988.

## Prêmios
Henderson foi indicada para o Prêmio Hugo em 1959 por sua novela "Captivity". Seus livros estavam esgotados havia muito tempo, mas retornaram com o lançamento, em 1995, de Ingathering: The Complete People Stories of Zenna Henderson, publicado pela Science Fiction Association Press de Nova Inglaterra.